# Düzoba
Düzoba (arabisch Risch) ist ein Dorf im Landkreis Midyat der türkischen Provinz Mardin. Düzoba liegt etwa 60 km nordöstlich der Provinzhauptstadt Mardin und 10 km südwestlich von Midyat. Düzoba hatte laut der letzten Volkszählung 687 Einwohner (Stand Ende Dezember 2009). Die Bevölkerung besteht hauptsächlich aus Mhallami-Arabern.